# Юзес, Эмманюэль II де Крюссоль
Эмманюэль II де Крюссоль (фр. Emmanuel II de Crussol; 5 января 1642 — 1 июля 1692, Париж), герцог д'Юзес — французский придворный, первый светский пэр Франции.

## Биография
Сын Франсуа де Крюссоля, герцога д'Юзеса, и Маргерит д'Апшье.
Граф де Крюссоль и д'Апшье, Сен-Шели, Сен-Сюльпис, принц де Суайон, маркиз де Флорансак, Кюизьё и Рамбуйе, сеньор и барон де Леви, Бельгард, Ремулен, Эмарг, Сен-Сеньес, Асье и Кадена.
Первоначально титуловавшийся графом де Крюссолем, был капитаном пехотного полка Монтозье, с которым проделал несколько кампаний.
В составе шеститысячного корпуса графа де Колиньи отправился добровольцем на австро-турецкую войну и в 1664 году участвовал в битве при Сент-Готарде.
После отставки своего тестя, герцога де Монтозье 10 октября 1665 стал полковником его пехотного полка, переименованного в полк Крюссоля. В 1667 году служил добровольцем при осадах Турне, Дуэ и Лилля, а в 1668-м при завоевании Франш-Конте.
В ходе Голландской войны в 1672 году командовал своим полком при взятии Везеля и Эмериха, переправе через Рейн, осаде Дуйсбурга, на зимних квартирах в Бранденбургском курфюршестве, в 1673-м участвовал во взятии Унны, Камена, Альтены, Зёста, Ксёстера, Билефельда и всех германских походах маршала Тюренна.
28 апреля 1673, после отставки герцога де Монтозье, стал губернатором Сентонжа и Ангумуа, а 28 апреля 1674 также отдельно губернатором города и замка Ангулема.
13 февраля 1674 произведен в бригадиры. 7 марта отец отказался в его пользу от герцогства и пэрии, и до 1680 года Эмманюэль носил куртуазный титул герцога де Крюссоля.
В 1674 году участвовал в осадах Безансона, Доля и других крепостей во Франш-Конте, затем поступил под командование принца Конде и в августе сражался в битве при Сенефе.
В 1680 году наследовал отцу, после чего оставил военную службу и в 1687 году передал свой полк сыну.
31 декабря 1688 был пожалован в рыцари орденов короля.

## Семья
Жена (16.08.1664): Мари-Жюли де Сен-Мор (ок. 1647—14.04.1695), единственная дочь и наследница Шарля де Сен-Мора, герцога де Монтозье, и Мари-Жюли д'Анжен, маркизы де Рамбуйе и Пизани
Дети:
- Луи (1668—29.07.1693), герцог д'Юзес
- Жюли-Франсуаза (17.11.1669—6.07.1742). Муж (21.08.1686): Луи-Антуан де Пардайян де Гондрен (1665—1736), герцог д'Антен
- Тереза-Маргерит (4.12.1671—5.05.1672)
- Луиза-Катрин (29.09.1674—4.05.1694). Людовик XIV имел намерение выдать ее за герцога дю Мена. Муж (12.11.1691): Луи-Франсуа-Мари Летелье, маркиз де Барбезьё, королевский секретарь, канцлер орденов короля
- Жан-Шарль (29.12.1675—20.07.1739), герцог д'Юзес. Жена 1) (16.01.1696): Анн-Ипполита де Гримальди (1664—23.07.1700), дочь Луи де Гримальди, князя Монако, герцога де Валентинуа, и Катрин-Шарлотты де Грамон; 2) (13.03.1706): Анн-Мари-Маргерит де Бюйон (1684—3.08.1760), дочь Шарля-Дени де Бюйона, маркиза де Фервака, и Мари-Анн Руйе
- Луи (17.10.1677—7.06.1694), называемый аббатом д'Юзесом. Каноник в Страсбурге
- Франсуа (ок. 1678—2.04.1736), граф д'Юзес и де Монтозье. Жена 1) (17.12.1705): Мадлен-Шарлотта Паскье де Франльё де Бержери (ок. 1675—31.03.1713), дочь Франсуа-Мишеля Паскье де Франльё, сеньора де Бержери, и Шарлотты де Шамуа; 2): Мари-Анн-Франсуаза Коммо (ум. 8.03.1741), дочь Франсуа Коммо и Фелис Урлье
- Феликс-Луи (16.12.1681—1712), называемый д'Эмарг. Каноник в Страсбурге (9.1696), аббат Леза (12.1705)